# Hans-Jürgen Weber
Hans-Jürgen Weber (Essen, 1955. június 15. –) német nemzetközi labdarúgó-játékvezető.

## Pályafutása

### Nemzeti játékvezetés
1984-ben lett hazája legfelső szintű labdarúgó-bajnokságának játékvezetője. Az aktív nemzeti játékvezetéstől 1999-ben vonult vissza.

#### Nemzeti kupamérkőzések
Vezetett Kupa-döntők száma: 1.

##### Szuperkupa
| Időpont          | Helyszín                    | Mérkőzés típusa | Mérkőzés                               | Eredmény | Nézők száma |
| ---------------- | --------------------------- | --------------- | -------------------------------------- | -------- | ----------- |
| 1990. július 31. | Wildpark Stadion, Karlsruhe | döntő           | FC Bayern München–1. FC Kaiserslautern | 4 : 1    | 27 000      |

### Nemzetközi játékvezetés
A Német labdarúgó-szövetség Játékvezető Bizottsága (JB) 1991-ben terjesztette fel nemzetközi játékvezetőnek, a Nemzetközi Labdarúgó-szövetség (FIFA) bíróinak keretébe. Több nemzetek közötti válogatott és klubmérkőzést vezetett. A német nemzetközi játékvezetők rangsorában, a világbajnokság-Európa-bajnokság sorrendjében többedmagával a 28. helyet foglalja el 2 találkozó szolgálatával. Az aktív nemzetközi játékvezetéstől 1999-ben a FIFA 45 éves korhatárát elérve búcsúzott.

#### Világbajnokság
A világbajnoki döntőhöz vezető úton Egyesült Államokba a XV., az 1994-es labdarúgó-világbajnokságra a FIFA JB bíróként alkalmazta.
| Időpont           | Helyszín               | Mérkőzés típusa           | Mérkőzés             | Eredmény | Nézők száma |
| ----------------- | ---------------------- | ------------------------- | -------------------- | -------- | ----------- |
| 1993. április 28. | Ullevaal Stadion, Oslo | előselejtező (2. csoport) | Norvégia–Törökország | 3 : 1    | 21 530      |

#### Európa-bajnokság
Az európai-labdarúgó torna döntőjéhez vezető úton Angliába a X., az 1996-os labdarúgó-Európa-bajnokságra az UEFA JB játékvezetőként foglalkoztatta.
| Időpont           | Helyszín                 | Mérkőzés típusa           | Mérkőzés             | Eredmény | Nézők száma |
| ----------------- | ------------------------ | ------------------------- | -------------------- | -------- | ----------- |
| 1995. március 25. | Maksimir Stadion, Zágráb | előselejtező (4. csoport) | Horvátország–Ukrajna | 4 : 0    | 25 000      |